# Chai Po Wa
Chai Po Wa – auch Qi Baohua – (* 12. April 1966) ist eine Tischtennisspielerin aus Hongkong. Sie war im Zeitraum 1988 bis 1999 international aktiv und nahm an sechs Weltmeisterschaften und zwei Olympischen Spielen teil.

## Werdegang
Ihre größten Erfolge erzielte Chai Po Wa bei Commonwealth-Meisterschaften, an denen sie 1989, 1991, 1994 und 1995 teilnahm und dabei 13 Goldmedaillen holte, je vier im Einzel, im Doppel mit Chan Tan Lui und im Mannschaftswettbewerb sowie eine im Mixed. Von 1989 bis 1999 wurde sie für alle sechs Weltmeisterschaften  nominiert. Hier gewann sie viermal Bronze, nämlich 1989 und 1995 mit der Mannschaft sowie 1993 mit Chan Tan Lui und 1997 mit Cheng Hongxia im Doppel.
1992 qualifizierte sie sich erstmals für die Teilnahme an den Olympischen Spielen. Im Einzel erreichte sie nach Siegen über Lee Jeong-Im (Südkorea), Kerri Tepper (Australien), Sonia Touati (Tunesien) und Marie Hrachová das Viertelfinale, wo sie der Chinesin Qiao Hong unterlag. Auch im Doppel mit Chan Tan Lui kam sie bis ins Viertelfinale, das gegen Chen Zihe/Gao Jun aus China verloren ging.
1996 setzte sie sich im Einzel in den Gruppenspielen gegen Fabiola Ramos (Venezuela), Mirjam Hooman-Kloppenburg und Adriana Nastase-Simion-Zamfir (Rumänien) durch, schied dann aber gegen Kim Hyon-hui (Nordkorea) aus. Im Doppel trat sie wieder mit Chan Tan Lui an und kam dabei wieder ins Viertelfinale. In den Gruppenspielen gewannen sie gegen Eliana Gonzalez/Milagritos Gorriti (Peru) und Åsa Svensson/Pernilla Pettersson (Schweden) und unterlagen Kim Hyon-hui/Tu Jong-Sil (Nordkorea) und kamen so in die erste Runde, wo allerdings Kim Mu-Gyo/Park Gyeong-Ae (Südkorea) zu stark waren.
Die beste Platzierung in der ITTF-Weltrangliste verzeichnete Chai Po Wa Ende 1992 mit Platz 7.

## Privat
Chai Po Wa hat eine ältere Schwester Qi Baoxiang, ebenfalls Tischtennis-Nationalspielerin.

## Turnierergebnisse
| Verband | Veranstaltung             | Jahr | Ort                    | Land | Einzel        | Doppel        | Mixed         | Team   |
| ------- | ------------------------- | ---- | ---------------------- | ---- | ------------- | ------------- | ------------- | ------ |
| HKG     | Asienmeisterschaft        | 1996 | Kallang                | SIN  | letzte 16     | Halbfinale    |               | Silber |
| HKG     | Asienmeisterschaft        | 1994 | Tianjin                | CHN  | Viertelfinale | Halbfinale    |               | Silber |
| HKG     | Asienmeisterschaft        | 1990 | Kuala Lumpur           | MAS  | letzte 16     | Viertelfinale |               |        |
| HKG     | Asienmeisterschaft        | 1988 | Niigata                | JPN  | Viertelfinale | Viertelfinale |               |        |
| HKG     | Asian Cup                 | 1996 | New Delhi              | IND  | 3. Platz      |               |               |        |
| HKG     | Asian Cup                 | 1993 | Shunde                 | CHN  | 4. Platz      |               |               |        |
| HKG     | Asian Cup                 | 1992 | Hong Kong              | HKG  | Halbfinale    |               |               |        |
| HKG     | Asian Cup                 | 1991 | Dhaka                  | BAN  | Halbfinale    |               |               |        |
| HKG     | Asian Cup                 | 1989 | Beijing                | CHN  | 3. Platz      |               |               |        |
| HKG     | Asian Cup                 | 1988 | Manila                 | PHI  | 3. Platz      |               |               |        |
| HKG     | Asienspiele               | 1994 | Hiroshima              | JPN  | Halbfinale    | Viertelfinale |               | Silber |
| HKG     | Asienspiele               | 1990 | Beijing                | CHN  | Viertelfinale | Viertelfinale | Viertelfinale |        |
| HKG     | ASIA-TOP8                 | 1993 | Huangshi City          | CHN  | Silber        |               |               |        |
| HKG     | Commonwealthmeisterschaft | 1995 | Singapore              | SIN  | Gold          | Gold          | Gold          | Gold   |
| HKG     | Commonwealthmeisterschaft | 1994 | Hyderabad              | IND  | Gold          | Gold          |               | Gold   |
| HKG     | Commonwealthmeisterschaft | 1991 | Nairobi                | KEN  | Gold          | Gold          |               | Gold   |
| HKG     | Commonwealthmeisterschaft | 1989 | Cardiff                | WAL  | Gold          | Gold          |               | Gold   |
| HKG     | Olympische Spiele         | 1996 | Atlanta                | USA  | letzte 16     | Viertelfinale |               |        |
| HKG     | Olympische Spiele         | 1992 | Barcelona              | ESP  | Viertelfinale | Viertelfinale |               |        |
| HKG     | Pro Tour                  | 1999 | Guilin                 | CHN  | letzte 32     | letzte 16     |               |        |
| HKG     | Pro Tour                  | 1998 | Zagreb                 | HRV  | Silber        | Silber        |               |        |
| HKG     | Pro Tour                  | 1997 | Kalmar                 | SWE  | letzte 32     | Viertelfinale |               |        |
| HKG     | Pro Tour                  | 1997 | Linz                   | AUT  | letzte 16     | Halbfinale    |               |        |
| HKG     | Pro Tour                  | 1997 | Chiba                  | JPN  | letzte 32     | letzte 16     |               |        |
| HKG     | Pro Tour                  | 1997 | Ipoh                   | MAS  | Viertelfinale | Viertelfinale |               |        |
| HKG     | Pro Tour                  | 1997 | Melbourne              | AUS  | Viertelfinale | Halbfinale    |               |        |
| HKG     | Pro Tour                  | 1997 | Kettering              | ENG  | Silber        | Gold          |               |        |
| HKG     | Pro Tour                  | 1996 | Lyon                   | FRA  | Halbfinale    |               |               |        |
| HKG     | Pro Tour                  | 1996 | Belgrade               | YUG  | Viertelfinale |               |               |        |
| HKG     | Pro Tour                  | 1996 | Xi’an                  | CHN  | Viertelfinale |               |               |        |
| HKG     | Pro Tour                  | 1996 | Kettering              | ENG  | Halbfinale    |               |               |        |
| HKG     | Pro Tour Grand Finals     | 1997 | Hong Kong              | HKG  | letzte 16     | Viertelfinale |               |        |
| HKG     | Pro Tour Grand Finals     | 1996 | Tian Jin               | CHN  | Viertelfinale |               |               |        |
| HKG     | Weltmeisterschaft         | 1999 | Eindhoven              | NED  | letzte 64     | letzte 64     | letzte 64     |        |
| HKG     | Weltmeisterschaft         | 1997 | Manchester             | ENG  | letzte 32     | Halbfinale    | letzte 32     | 5      |
| HKG     | Weltmeisterschaft         | 1995 | Tianjin                | CHN  | letzte 32     | Viertelfinale | letzte 64     | 3      |
| HKG     | Weltmeisterschaft         | 1993 | Gothenburg             | SWE  | letzte 16     | Halbfinale    | letzte 32     | 4      |
| HKG     | Weltmeisterschaft         | 1991 | Chiba City             | JPN  | Viertelfinale | Viertelfinale | letzte 16     | 5      |
| HKG     | Weltmeisterschaft         | 1989 | Dortmund               | FRG  | letzte 128    | Viertelfinale | letzte 64     | 3      |
| HKG     | World Cup                 | 1997 | Shanghai               | CHN  | 5.–8. Platz   |               |               |        |
| HKG     | World Cup                 | 1996 | Hong Kong              | HKG  | 5.–8. Platz   |               |               |        |
| HKG     | World Doubles Cup         | 1992 | Las Vegas              | USA  |               | Halbfinale    |               |        |
| HKG     | World Doubles Cup         | 1990 | Seoul                  | KOR  |               | Silber        |               |        |
| HKG     | WTC-World Team Cup        | 1990 | Hokkaido, Aomori, Niig | JPN  |               |               |               | 5      |